# Sorbus tiantangensis
Sorbus tiantangensis är en rosväxtart som beskrevs av X.M.Liu och C.L.Wang. Sorbus tiantangensis ingår i släktet oxlar, och familjen rosväxter. Inga underarter finns listade i Catalogue of Life.